# Bossut-Gottechain
Bossut-Gottechain (en wallon Bosseu et Godètchin, en néerlandais Bossuit-Gruttekom) est une section de la commune belge de Grez-Doiceau située en Région wallonne dans la province du Brabant wallon.
C'était une commune à part entière avant la fusion des communes de 1977. Elle naquit de la fusion des anciennes communes de Bossut et Gottechain le 15 février 1811.

## Démographie
- Sources:INS, Rem:1831 jusqu'en 1970=recensements, 1976= nombre d'habitants au 31 décembre

## Patrimoine et culture

### Aspects patrimoniaux
- L'église Notre-Dame de l'Assomption (Bossut) de 1782 et ses abords sont classés
- La Cure, l'ancien presbytère à Bossut, est l'endroit où, en 1970, les bénédictines venues de l'abbaye de Rixensart se sont installées. Cet édifice, qui date de 1782, procède du style Louis XVI et montre une façade en brique encadrées de trumeaux en pierres chamoisées de Gobertange. L'intérieur montre des boiseries bien travaillées[3].
- Ferme du Seigneur (Bossut, ancien manoir qui fut construite et maintes fois réaménagée entre le XVIe et le XVIIIe siècle.
- Château Deprez (Bossut) du début du 19e siècle.
- La Ferme de Bossut (Avenue Fernand Labby 11) de 1784 fait également partie du site classé autour de l'église de Bossut

- Ferme du Grand Royal, quadrilatère du 18e siècle, quelque peu remanié aux 19e et 20e siècles
- Château de Guertechain: ancienne seigneurie, déjà citée au début du 14e siècle, détruite au 18ème siècle et reconstruits ou réaménagés aux 18e et 19e siècle.

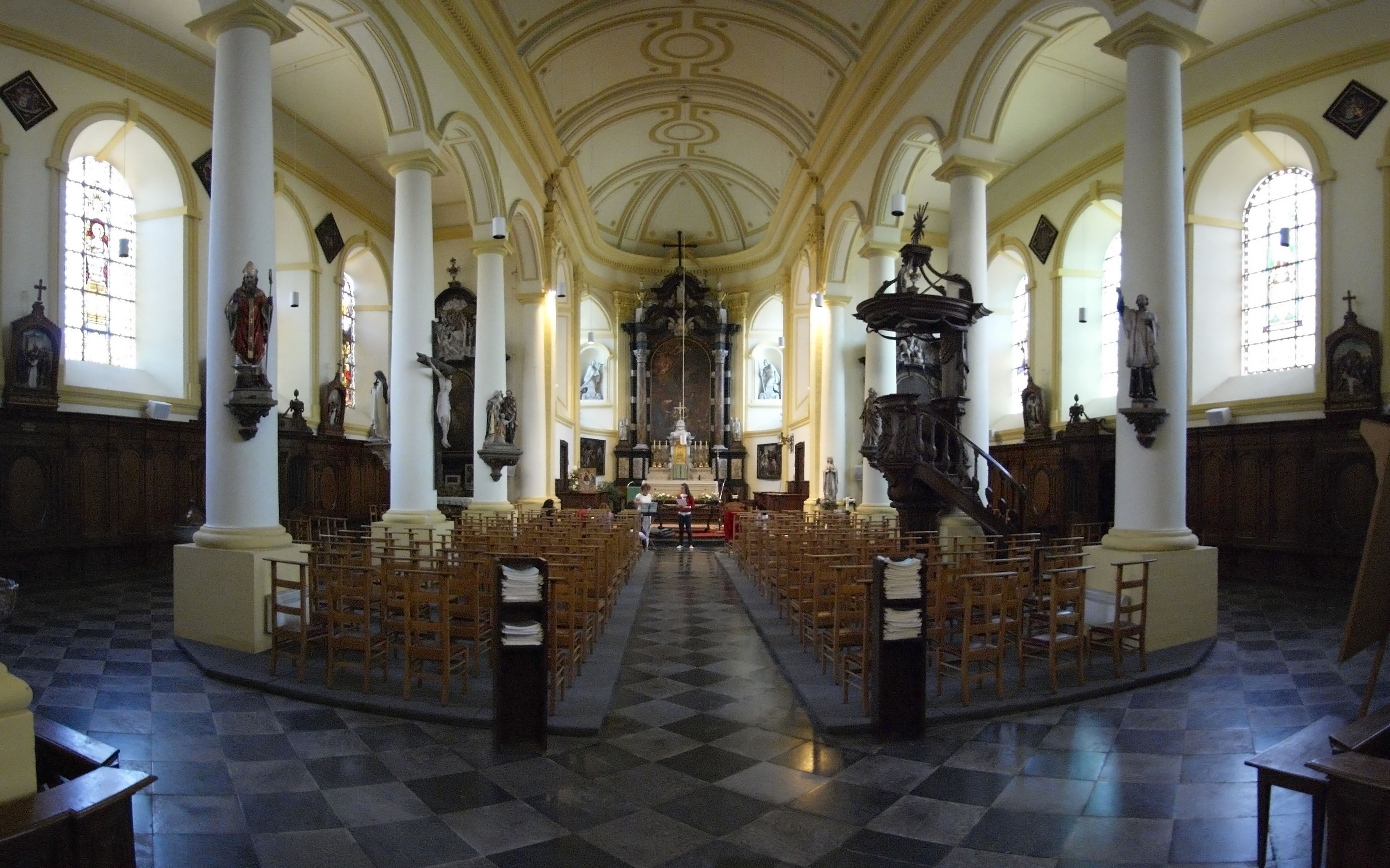
L’intérieur de l’église Notre-Dame de l'Assomption (Bossut).
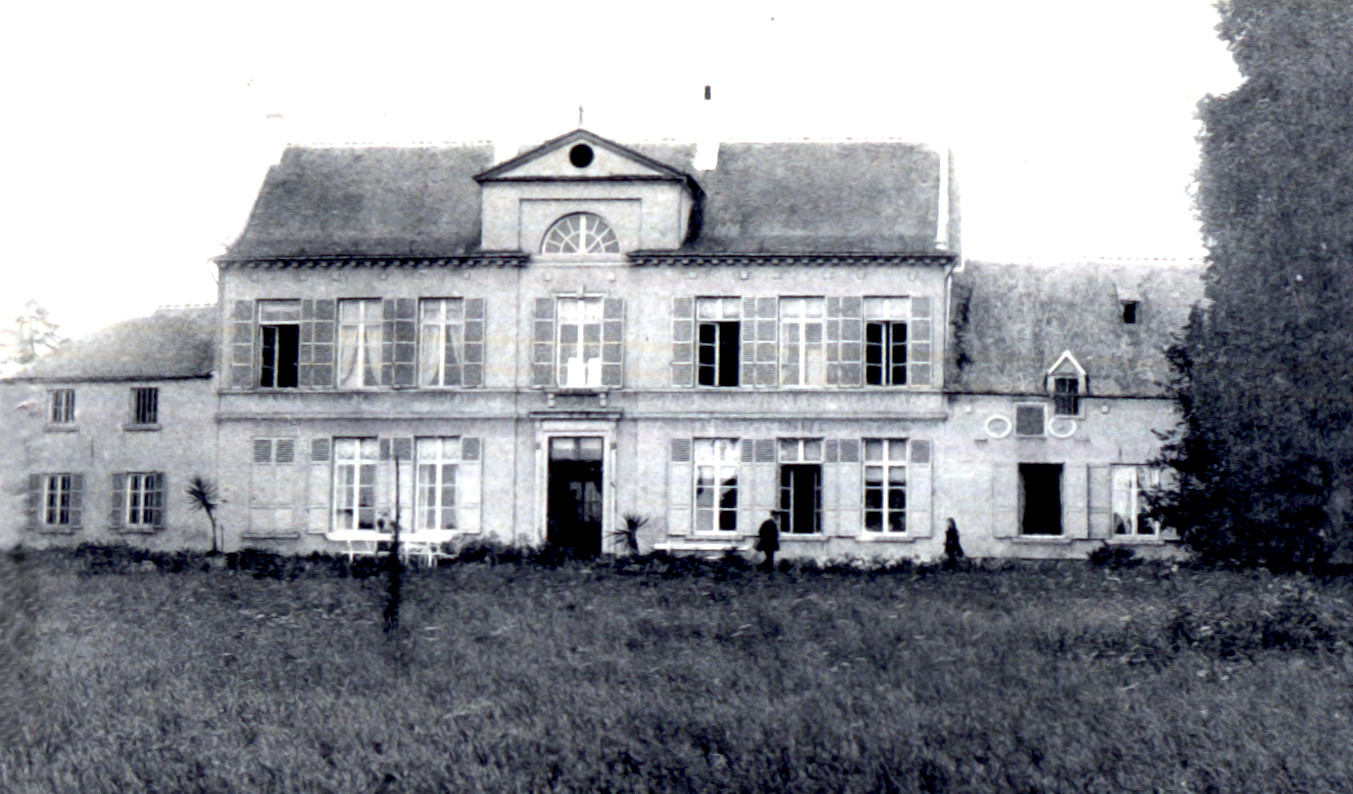
Château de Guertechain (Gottechain).